# يوشينوغاوا (توكوشيما)
مدينة يوشينوغاوا (بالإنجليزية: Yoshinogawa)‏ هي أحد المدن التابعة لمحافظة توكوشيما. تأسست رسميًا في 01/10/2004. ويقدر عدد سكانها بـ (38726) نسمة حسب تقدير مكتب الإحصاء الياباني لعام 2020. تبلغ مساحة يوشينوغاوا 144.19 كم2. بكثافة سكانية تبلغ 311 نسمة/كم2.